# Anniviet
Het mineraal anniviet of tetraedriet is een koper-antimoon-bismut-sulfide met de molecuulformule Cu12(Sb,Bi)4S13, een sulfide in verbinding met koper, antimoon en bismut. Het is een lichte bleekerts en het wordt tot de sulfozouten gerekend. Het is in de Val d'Anniviers in Zwitserland ontdekt. De naam tetraedriet komt van de kristalstructuur van het mineraal, maar het heeft een kubisch kristalstelsel.

## Websites
- mindat.org. Annivite